# Nanette Fabray

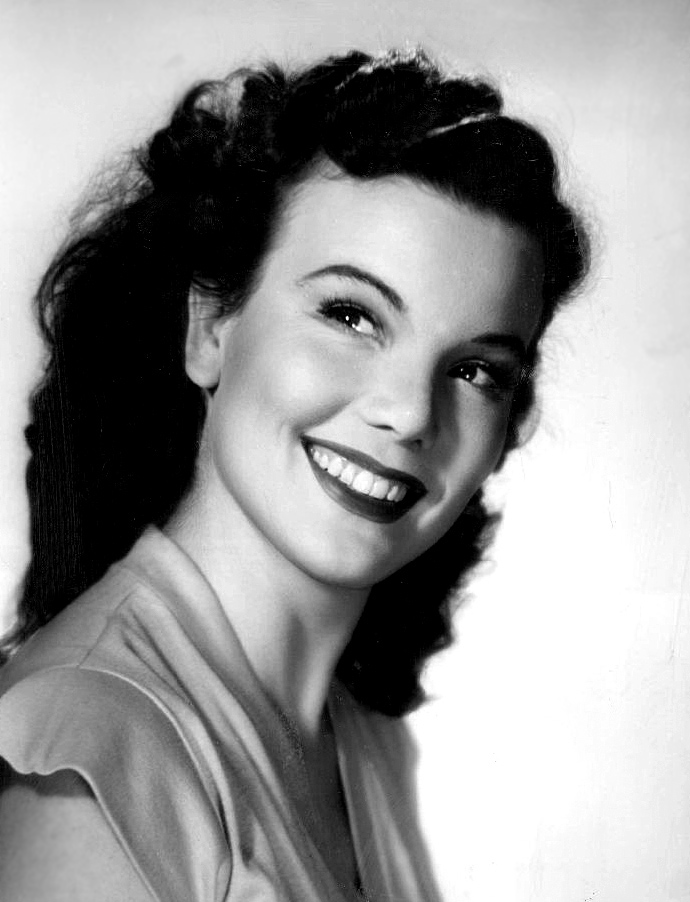
Nanette Fabray 1950.

Nanette Fabray (született Ruby Bernadette Nanette Therese Fabares) (San Diego, Kalifornia, 1920. október 27. – Palos Verdes Estates, Kalifornia, 2018. február 22.) többszörös Emmy-díjas és Tony-díjas amerikai színésznő, énekesnő.

## Filmjei

### Mozifilmek
- Szerelem és vérpad (The Private Lives of Elizabeth and Essex) (1939)
- The Monroe Doctrine (1939, rövidfilm)
- A Child Is Born (1939)
- Fatima (1952)
- A zenevonat (The Band Wagon) (1953)
- A földalattiak (The Subterraneans) (1960)
- The Happy Ending (1969)
- Cockeyed Cowboys of Calico County (1970)
- Harper Valley P.T.A.  (1978)
- Amy (1981)
- Personal Exemptions (1989)
- Mystery Model (1994)

### Tv-filmek
- Saturday Spectacular: High Button Shoes (1956)
- Alice Through the Looking Glass (1966)
- Fame Is the Name of the Game (1966)
- George M! (1970)
- Howdy (1970)
- De én nem akarok megnősülni! (But I Don't Want to Get Married!) (1970)
- Magic Carpet (1972)
- The Couple Takes a Wife (1972)
- Happy Anniversary and Goodbye (1974)
- The Man in the Santa Claus Suit (1979)

### Tv-sorozatok
- The Chevrolet Tele-Theatre (1949, egy epizódban)
- Omnibus (1953, egy epizódban)
- Playhouse 90 (1956, egy epizódban)
- The Alcoa Hour (1957, egy epizódban)
- The Kaiser Aluminum Hour (1957, egy epizódban)
- Laramie (1959, egy epizódban)
- Startime (1960, egy epizódban)
- Westinghouse Playhouse (1961, 26 epizódban)
- Burke's Law (1964, két epizódban)
- Bob Hope Presents the Chrysler Theatre (1965, egy epizódban)
- The Girl from U.N.C.L.E. (1967, egy epizódban)
- NBC Experiment in Television (1967, hang, egy epizódban)
- The Jerry Lewis Show (1967, egy epizódban)
- Love, American Style (1970–1973, négy epizódban)
- Mary Tyler Moore (1972, két epizódban)
- Maude (1977, egy epizódban)
- Szerelemhajó (The Love Boat) (1978–1981, három epizódban)
- One Day at a Time (1979–1984, 42 epizódban)
- Hotel (1983, 1986, két epizódban)
- The Munsters Today (1989, egy epizódban)
- Coach (1990–1994, három epizódban)
- Gyilkos sorok (Murder, She Wrote) (1991, egy epizódban)
- The Golden Palace (1993, egy epizódban)

## Díjai
- Tony-díj (1949)
- Emmy-díj (1955)